# Paul Lebesconte
 (janvier 2018).
Si vous disposez d'ouvrages ou d'articles de référence ou si vous connaissez des sites web de qualité traitant du thème abordé ici, merci de compléter l'article en donnant les références utiles à sa vérifiabilité et en les liant à la section « Notes et références ».
Paul Lebesconte, né le 8 mai 1842 à Quimper et mort le 13 décembre 1905 à Rennes, est un pharmacien et paléontologue français.  

## Biographie
Fils d'un pharmacien, il devient pharmacien à Rennes, il s'est occupé surtout des formations géologiques de la Bretagne. Membre de la Société géologique de France depuis 1872, il a réussi à réunir une collection paléontologique qui à la suite d'une souscription effectuée par un comité scientifique a été déposée au Muséum d'histoire naturelle de Nantes.

## Publications
- 1870 : Note sur les fossiles recueillis dans les faluns de la Bretagne, Bulletin de la Société géologique de France, 2e série, t. XXVII, p. 702.
- 1875 : avec Gaston de Tromelin, Note sur quelques fossiles des grès siluriens de Saint-Germain-sur-Ille, la Bouexière, Champeaux, etc. (Ille-et-Vilaine), Quimper : impr. de C. Cotonnec, 1875. In-8°, 8 p.
- 1875 : avec Gaston de Tromelin, Essai d'un catalogue raisonné des fossiles siluriens des départements de Maine-et-Loire, de la Loire-Inférieure et du Morbihan, avec des observations sur les terrains paléozoïques de l'Ouest de la France, Nantes : impr. de V. Forest et E. Grimaud, (s. d.). In-8° , 65 p. et tabl. Association française pour l'avancement des sciences. Séance du 23 août 1875
- 1879 : Note stratigraphique sur le bassin tertiaire des environs de Rennes, Bulletin de la Société géologique de France, (3), XI, p. 466-472.
- 1883 : Présentation des œuvres posthumes de Marie Rouault, suivie d’une note sur les Cruziana et les Rysophycus, Bulletin de la Société géologique de France, (3), XI, p. 466-472.
- 1883 : Œuvres posthumes de Marie Rouault – Vingt planches, suivies de Les Cruziana et Ryzophycus, connus sous le nom général de Bilobites, sont-ils des végétaux ou des traces d’animaux ? par P. Lebesconte – Deux planches. Rennes – Imprimerie Oberthur, Paris, 73 p., 22 planches.
- 1898 : Périodes géologiques gallo-romaine et franque, leurs relations avec le quaternaire, le pliocène et l'époque moderne, Rennes : Palais universitaire, (s. d.). In-8° , paginé 354-405. Extrait du Bulletin de la Société scientifique et médicale de l'Ouest, 1898. T. VII
- 1899 : Époque et mode de formation du détroit du Pas-de-Calais, modifications subies par le littoral depuis l'origine du détroit jusqu'à nos jours, Paris : secrétariat de l'Association française pour l'avancement des sciences, (s. d.), In-8° , paginé 597-606, Extrait des Comptes rendus de l'Association française pour l'avancement des sciences, Congrès de Boulogne-sur-Mer, 1899
- 1900 : Briovérien et silurien en Bretagne et dans l'Ouest de la France, leur séparation par les poudingues rouges, Paris : Société géologique de France, In-8°, paginé 815-831, fig. et pl. Extrait du Bulletin de la Société géologique de France, 3e série. T. XXVIII, 1900
- 1900 : Sur l'existence du dévonien moyen dans l'Ille-et-Vilaine, Paris : au siège de la Société géologique de France, 1900. In-8° , paginé 88-90, fig. Extrait du Bulletin de la Société géologique de France, 3e série. T. XXVIII
- 1900 : Observations sur le terrain silurien dans le synclinal de Gosné... par MM. Toussaint Bézier et Paul Lebesconte, Rennes : Palais universitaire, (s. d.), In-8° , 7 p. Extrait du Bulletin de la Société scientifique et médicale de l'Ouest, 9e année, T. IX, no 4
- 1903: Sables rouges pliocènes des landes d'Apigné, Rennes : impr. de F. Simon, 1903. In-8° , 6 p. Extrait du Bulletin de la Société scientifique et médicale de l'Ouest. T. XII, no 2. Séance du 5 juin 1903